# Fimbrios smithi
Espèce
Statut de conservation UICN

 DD  : Données insuffisantes
Fimbrios smithi est une espèce de serpents de la famille des Xenodermatidae.

## Répartition
Cette espèce est endémique de la province de Quảng Bình au Viêt Nam. Elle a été découverte dans le parc national de Phong Nha-Kẻ Bàng à 350 m d'altitude.

## Étymologie
Cette espèce est nommée en l'honneur de Malcolm Arthur Smith.

## Publication originale
- Ziegler, David, Miralles, van Kien & Truong, 2008 : A new species of the snake genus Fimbrios from Phong Nha—Ke Bang National Park, Truong Son, central Vietnam (Squamata: Xenodermatidae). Zootaxa, no 1729, p. 37–48.